# Your Heiress Diary: Confess It All to Me
Your Heiress Diary: Confess It All to Me es un libro de Paris Hilton lanzado el 11 de noviembre de 2005..
Fue coescrito por Merle Ginsberg.
ISBN 0-7432-8714-2